# Стивен Хол
Стивен Хол (енгл. Steven Holl; Бремертон, 9. децембар 1947) је један од најзначајнијих америчких архитекта и теоретичара архитектуре, а велики значај препознаје се у дизајну и акварелима.  Његови радови су препознатљиви по простору са великом контекстуалном осетљивошћу и специфичном концептуалном решењу. У јулу 2001. године, од стране магазина Тајм проглашен је за најбољег америчког архитекту. Међу најзначајнијим радовима се издвајају Музеј модерне уметности Kиасма у Хелсинкију, студентски дом Симонс Хoл у оквиру Технолошког института Масачусетс (МИТ) и комплекс Музеја уметности Нелсон-Аткинс у Kанзас Ситију. 

## Биографија
Након дипломирања на Универзитету у Сијетлу, школовао се у Лондону и Риму, а затим је основао фирму Стивен Хол Архитекте у Њујорку 1976. године. Архитектура коју је пројектовао је претрпела промене, од раније забринутости за типологију на модернији стил феноменологије. Kако је време пролазило,осим што је био архитекта, почео је и да предаје, прво на Универзитету Kолумбија, затим на другим престижним универзитетима у САД, од Њујорка до Пенсилваније. Хол је редовни професор на Универзитету Kолумбија, где је предаје од 1981. године. Често предаје о односу музике и архитектуре.

### Награде
Хол је 1998. године добио престижну медаљу Алвар Алто, а 2000. године изабран за Америчку академију уметности. Остале награде и одликовања укључују најбољи архитектонски дизајн у Њујорку за изложбени простор The Pace Collection 1986. године Америчког института за архитекте, Њујоршки Амерички институт архитеката Медаља части (1997), француску Велику златну медаљу (франц Grande Médaille d’Or) (2001), Купер-Хевитову националну награду за дизајн у архитектури (2002), почасни је сарадник Kраљевског института британских архитеката (2003), награду Арнолд В. Брунер за архитектуру при Америчкој академији за уметност и писма, и ББВА из 2008. године, као и Награду Фондације Границе знања у категорији Уметност. 2007. године. Његова компанија Стивен Хол Архитекте добили су неколико награда за архитектонско решење Школе уметности и историје уметности при Универзитету у Ајови. Исте награде је добио и за Халу Хигинс у Институту Прат у Бруклину, као и за нову резиденцију амбасаде Швајцарске, 2007. ходине. За Хернинг музејум у Данској, добио је међународну Британског Краљевског архитектонског Института. Ванке центар добио је 2011. годину добио је две награде Америчког архитектонског института и Њујоршког Архитектонског института. Исте године, именован је за старијег члана Савета за дизајн будућности.

#### Т - простор ('T' Space)
Хол је 2010. основао 'Т' Простор, мултидисциплинарну уметничку организацију у Њујорку. Основни циљ организације је стварање образовних интердисциплинарних простора у уметности, архитектури, музици и поезији 21. века. Организација управља серијом летњих изложби и резиденцијом архитеката у потрази за својом мисијом. Просторна синтеза „Т“ серије уметности истражује пресек уметности, архитектуре и екологије кроз две до три изложбе дела нових и афирмисаних уметника и архитеката.

## Радови
Хол је освојио прву награду на Међународном такмичењу у дизајну библиотека Amerika-Gedenkbibliothek 1988. године, проширењу и реновирању верзију Америчке меморијалне библиотеке у Берлину. У фебруару 1989. Хол-ов рад је изложен на самосталној изложби у Музеју модерне уметности у Њујорку. Музеј је касније откупио двадесет и пет Холових дела за сталну збирку музеја. На конкурсу за нови музеј савремене уметности у Хелсинкију у Финској 1992. године, Холов рад под називом „Хијазма“ освојио је прву награду од више од пет стотина међународних пријава. Музеј је отворен за јавност 1998. године, након што је трајно усвојио име „Kиасма“, у складу са транслитерацијом у финском језику. Дизајнирајући капелу Светог Игњатија (изграђена 1994-1997), језуитску капелу на Универзитету у Сијетлу, Хол се бавио потребом кампуса за зеленим површинама, постављањем капеле у центар некадашње улице и продужавањем плана зграде. Нови зелени четвороуглови у кампусу формирани су на северу, западу и југу, а будући четвороугао планиран је на истоку. План капеле добио је награду за дизајн у Америчком институту архитеката у Њујорку. Хол је дизајнирао капелу око визије светог Игњатија о унутрашњем духовном животу, „седам боца светлости у каменој кутији“, стварајући седам томова различите светлости. Сваки том представља различити део језуитског католичког богослужења и има различито обојено стакло тако да су различити делови зграде обележени обојеном светлошћу. Извори светлости су затамњени и на овај начин и посредним одбијањем од обојених површина, а сваки је упарен са својом комплементарном бојом.

### Најзначајнији радови
| Радови                                            | Место               | Завршетак радова  |
| ------------------------------------------------- | ------------------- | ----------------- |
| Хибридна зграда                                   | Сисајд, Флорида     | 1988              |
| Становање у празном простору                      | Фукуока             | 1991              |
| Стретто кућа                                      | Далас               | 1992              |
| Излог за уметност и архитектуру                   | Њујорк              | 1993              |
| Kапела Светог Игнација на Универзитету у Сијетлу  | Сијетл              | 1997              |
| Kиасама, Музеј модерне уметности                  | Хелсинки            | 1998              |
| канцеларије у улици Сарпх                         | Амстердам           | 2000              |
| Белвју музеј уметности                            | Белвју              | 2001              |
| Симонс хол, МИТ                                   | Кембриџ, Масачусетс | 2002              |
| Прат Институт                                     | Њујорк              | 2005              |
| Турбулентна кућа                                  | Абикју              | 2005              |
| Планарна кућа                                     | Аризона             | 2005              |
| Резиденција шведског амбасадора                   | Вашингтон           | 2006              |
| Департман за филозофију                           | Њујорк              | 2007              |
| Спојени Хибрид                                    | Пекинг              | 2009              |
| Хамсунсентерет                                    | Нордленд            | 2009              |
| Хернинг музеј модерне уметности                   | Хернинг             | 2009              |
| Даеyанг галерија и кућа                           | Сеул                | 2012              |
| Сиафанг музеј                                     | Нанкинг             | 2013              |
| Kампбел спортски центар                           | Њујорк              | 2013              |
| Сеона Рајд зграда - Факултет уметности у Глазгову | Глазгов             | 2014              |
| Принстон Универзитет                              | Принстон            | 2017              |
| Џон Kенеди- Центар за примењену уметност          | Вашингтон           | 2019              |
| Библиотека Ловачка тачка                          | Њујорк              | 2019              |
| Музеј Лепих уметности                             | Хјустон             | 2020 (у изградњи) |

## Публикације
Своје идеје о феноменологији архитектуре, Хол је изнео у више објављених есеја, између осталих и у есеју објављеном у специјалном издању јапанског архитектонског часописа А+У 1994. године. Есеј је поновно штампан у оквиру књиге Питања перцепције: Феноменологија архитектуре 2007. године и публикацији Идеја и феномен, која је објављена 2002. године. Kао есејиста и теоретичар, Хол је написао бројне књиге, укључујући Паралак (2000); Урбанизми: Рад са сумњом (2009); и Скала (2012). Списи о Холу укључују монографију Роберта МекКартера (Фејдон, 2015).У свом важном есеју Усидрење (1989), Хол дефинише „дијалектички однос“ између зграда и локалитета, чији су примери њујоршки пројекти 1980-их, који су његовој фирми донели славу и признање.

### Одабране публикације
- Pamphlet Architecture 5: Alphabetical City, Princeton Architectural Press, Њујорк, 1980.
- Pamphlet Architecture 9: Rural and Urban House Types, Princeton Architectural Press, Њујорк, 1983.
- Anchoring, Princeton Architectural Press, Њујорк, 1989.
- Steven Holl. „Educating our Perception”. Magic Materials II., Daidalos, August 1995.
- Intertwining, Princeton Architectural Press, Њујорк, 1996.
- Pamphlet Architecture 13: Edge of a City, Princeton Architectural Press, Њујорк, 1996.
- Pamphlet Architecture 1-10, Princeton Architectural Press, Њујорк, 1998.
- The Chapel of St. Ignatius, Princeton Architectural Press, Њујорк, 1999.
- Parallax, Princeton Architectural Press, Њујорк, 2000
- Steven Holl (2007). Architecture Spoken.. Рицоли, 2007
- House - Black Swan Theory, Princeton Architectural Press, 2007
- Urbanisms: Working with Doubt, Princeton Architectural Press, 2009
- Pamphlet Architecture 11-20, Princeton Architectural Press, Њујорк, 2011.
- Pamphlet Architecture 31: New Haiti Villages, Princeton Architectural Press, Њујорк, 2011.
- Steven Holl. Horizontal Skyscraper.. William Stout Publishers, 2011
- Steven Holl. Scale.. Lars Mueller Publishers, 2012
- Steven Holl. Color, Light and Time.. with essays by Sanford Kwinter and Jordi Safont-Tria, Lars Mueller Publishers, 2012
- Urban Hopes: Made in China by Steven Holl, edited by Christoph Kumpusch, Lars Mueller Publishers, 2013
- Steven Holl, Robert McCarter, Phaidon, Њујорк, 2015
- Steven Holl Seven Houses, Rizzoli, Њујорк, 2018
- Compression, Princeton Architectural Press, Њујорк 2019.
- Steven Holl: Inspiration and Process in Architecture Њујорк, 2020.